# Кудунга

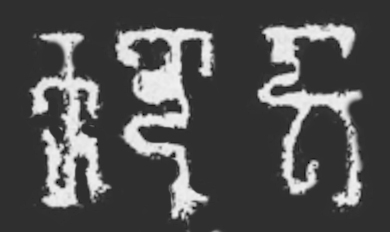
Напис «Кудунга»

Кудунга (Кудунгга) (бл. 350 — поч. V ст.) — 1-й володар держави Кутай. Повне ім'я Кудунга Анумерта Деваварман.

## Життєпис
Походження кудунги є дотепер об'єктом дискусій. Вчені Ж.-Ф. Фогель, Ж. Седес, Дж. Віссеман Крісті вважають його вождем місцевих племен чи племенного союзу; Ф. Ван Нарсен вважав його представником знаті з Яви або Малакки; Б. Ч. Чхабра і Й.Мінаттур — тамілом. За даними топоніміки Д. В. Деопік встановив, що етнічна приналежність Кундунгі була малайською.
Дослідники також розходяться у думці щодо панування Кудунги. За найбільш поширеною однією версією (спирається на переклад 1952 року напису на юпі) той був засновником держави Кутай. Інші ж розглядають його як очільника племенного союзу та батька Ашваварман, що на їх думку став першим маграджею. Ще за однією Кудунга був вождем або правителем політії Бакулапура в Тебалрунзі, а Ашваварман став його зятем, а вже онук — Мулаварман заснував державу Кутай. Вона спирається на усні перекази нащадків султанів Кутай, згідно з якими Кудунга був сином раджи Атванги, а Атванга — сином Мітронги, що вів родовід з династії Шунга з Маґадги, яка припинила існування в I ст. до н. е.